# Alfredo Dinale
Alfredo Dinale (ur. 11 marca 1900 w Vallonarze, zm. 3 grudnia 1976 w Vicenzy) – włoski kolarz torowy i szosowy, złoty medalista olimpijski.

## Kariera
Największy sukces w karierze Alfredo Dinale osiągnął w 1924 roku, kiedy wspólnie z Aurelio Menegazzim, Angelo De Martinim i Francesco Zucchettim zdobył złoty medal w drużynowym wyścigu na dochodzenie podczas igrzysk olimpijskich w Paryżu. W wyścigu finałowym drużyna włoska pokonała zespół z Polski. Był to jedyny medal wywalczony przez Dinale na międzynarodowej imprezie tej rangi. Na tych samych igrzyskach wystartował również w wyścigu na 50 km, kończąc rywalizację na szóste pozycji. Ponadto trzykrotnie wygrywał zawody cyklu Six Days: w Dortmundzie w 1929 roku oraz w Paryżu i Frankfurcie w 1931 roku. Startował również w wyścigach szosowych, w 1924 roku przechodząc na zawodowstwo. Jeszcze w tym samym roku zwyciężył we włoskim wyścigu Coppa Bernocchi. W 1929 roku wygrał dwa etapy Giro d’Italia, jednak w klasyfikacji generalnej zajął dopiero 40. miejsce. Lepszy wynik osiągnął rok wcześniej, kiedy zajął 19. miejsce, przy czym dwa etapy ukończył na drugiej pozycji. Nigdy nie zdobył medalu na szosowych ani torowych mistrzostwach świata.